# Балканська рись
Балканська рись (лат. Lynx lynx balcanicus) — підвид звичайної рисі з родини котових. Через загрозу зникнення занесена в Червону книгу.
Зустрічається в Східній Албанії і Західній Македонії, дрібніші популяції — в частково визнаній Республіці Косово та Чорногорії. Вона вважається одним з національних символів Республіки Північна Македонія і зображена на македонської монеті в 5 денарів. Вважається, що у Північній Македонії живе від 35 до 40 балканських рисей, що залишилися, в основному в Національному парку Маврово. Вважається найбільшою кішкою на Балканах. Вона була помічена в 2011 і 2012 роках у північному гірському районі Албанії і в межах Національного парку Шебенік-Ябланіца. Підвид класифікується як такий, що знаходиться під загрозою зникнення в Албанії і був захищений законом від 1969 року, але, незважаючи на це, браконьєрство і руйнування природного середовища загрожує популяціям балканської рисі, що залишилися в Албанії і Македонії. Згідно з оцінками, в Албанії як і раніше живуть близько 15-20 особин. Балканська рись була на межі зникнення протягом майже століття із загальним числом особин менше 50. Шлюбний період балканської рисі починається в січні-лютому, а потомство з'являється на світ у квітні.
Балканська рись була вперше описана в 1941 році болгарським зоологом Іваном Бурешом. У 1978 році Мирич (Белградський університет) дав детальний опис морфологічних характеристик, які вирізняють балканську рись як окремий підвид. Незважаючи на те, що балканська рись значиться як підвид, багато таксономічних джерел ставлять під сумнів це твердження.